# Physula mesortha
Physula mesortha är en fjärilsart som beskrevs av George Francis Hampson. Physula mesortha ingår i släktet Physula och familjen nattflyn. Inga underarter finns listade i Catalogue of Life.